# Kujnik (Oriovac)
Kujnik je naseljeno mjesto u Republici Hrvatskoj u sastavu općine Oriovac u Brodsko-posavskoj županiji.

## Zemljopis
Kujnik se nalaze između Oriovca i Lužana.

## Stanovništvo
Prema popisu stanovništva iz 2011. godine Kujnik je imao 310 stanovnika, dok je 2001. godine imao 345 stanovnika, od čega 326 Hrvata. 
| broj stanovnika | 144   | 210   | 186   | 247   | 222   | 270   | 315   | 325   | 304   | 335   | 313   | 283   | 333   | 336   | 345   | 310   | 248   |
|                 | 1857. | 1869. | 1880. | 1890. | 1900. | 1910. | 1921. | 1931. | 1948. | 1953. | 1961. | 1971. | 1981. | 1991. | 2001. | 2011. | 2021. |